# واسیل گاروانلیف
واسیل گاروانلیف (به انگلیسی: Vasil Garvanliev) (زاده ۲ نوامبر ۱۹۸۴) خواننده اهل مقدونیه شمالی است.
او نماینده مقدونیه در یوروویژن ۲۰۲۱ است.